# Elke Berninger-Schäfer

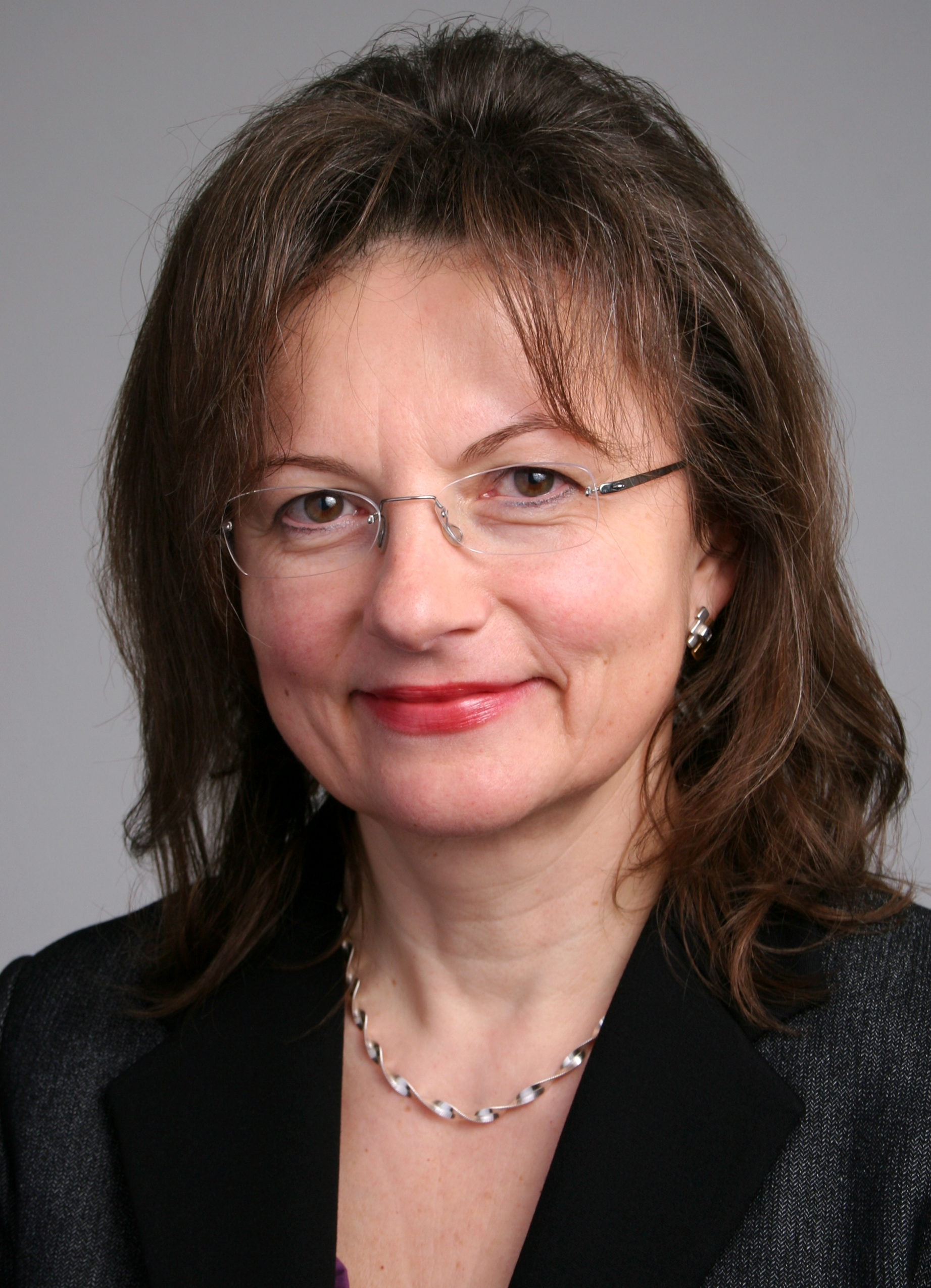
Elke Berninger-Schäfer

Elke Berninger-Schäfer (* 1958) ist eine deutsche Psychologin, Psychotherapeutin, Supervisorin, Senior Coach, Dozentin und Lehrcoach. Sie ist Gründerin und Inhaberin des Karlsruher Instituts und geschäftsführende Gesellschafterin der CAI GmbH.

## Leben
Nach einem Psychologiestudium an der Ruprecht-Karls-Universität Heidelberg mit einem Abschluss als Diplom-Psychologin erfolgte 1996 ihre Promotion an der Eberhard Karls Universität Tübingen. Seit 2017 hat sie eine Professur an der Hochschule der Wirtschaft für Management.
Zusätzliche Qualifikationen erwarb sie für beratende und psychotherapeutische Verfahren wie Coaching, Supervision, Klientenzentrierte Psychotherapie, Hypnotherapie und Verhaltenstherapie.
Von 1985 bis 2013 erfolgten der Aufbau und die Leitung eines Psychologischen Dienstes in einem Allgemeinkrankenhaus, einer Hospizgruppe, einer Psychotherapeutischen Praxis, eines Coachingzentrums und eines Instituts für Dienstleistungen in den Bereichen Führung, Coaching und Gesundheit für Profit- und Non-Profit-Organisationen.
Seit 2003 beschäftigt sie sich mit der Entwicklung und Durchführung von Ausbildungen zum Businesscoach und zum Gesundheitscoach. 2013 erfolgte die Gründung des IT-Unternehmens CAI GmbH und die Entwicklung der Online-Plattform CAI-World. Seit 2013 bietet sie eine Ausbildung zum Onlinecoach und seit 2017 in Digital Leadership & Coaching an.

## Aktivitäten im wissenschaftlichen und qualitätssichernden Coaching-Kontext
Sie wirkte am Aufbau und mehrjähriger Leitung des Fachausschuss Forschung des DBVC. Dozententätigkeiten übernahm sie an verschiedenen Hochschulen, z. B. Hochschule der Wirtschaft für Management in Mannheim, Hochschule Karlsruhe für Technik und Wirtschaft, Pädagogische Hochschule Ludwigsburg, Karlsruher Institut für Technologie, SRH Hochschule Heidelberg, Andrássy Universität Budapest und Zürcher Hochschule für Angewandte Wissenschaften. Außerdem war sie mit der Beauftragung und Begleitung verschiedener Bachelor- und Masterarbeiten sowie von Promotionen im Coaching-Kontext beschäftigt. Seit 2015 ist sie Herausgeberin der ersten deutschsprachigen wissenschaftlichen Coaching-Zeitschrift „Coaching | Theorie & Praxis“ im Springer-Verlag.
Arbeits- und Forschungsschwerpunkte sind die Entwicklung des auf empirisch fundierten Wirkfaktoren basierenden Coaching Modells der Karlsruher Schule, Digital Leadership und Gesundheitsmanagement sowie die Umsetzung dieser Themen in Onlineformaten.

## Schriften und Veröffentlichungen

### Wissenschaftliche Fachzeitschriften
- Berninger-Schäfer, E., Graf, E.-M. & Künzli, H. (Eds.) (2016). Coaching | Theorie & Praxis. Heidelberg: Springer.

### Bücher und Buchbeiträge
- Berninger-Schäfer, E. (2019) Digital Leadership. Bonn: managerSeminare Verlags GmbH.
- Berninger-Schäfer, E. (2017) Online-Coaching. Heidelberg: Springer.
- Berninger-Schäfer, E. (2017) Interventionsmethoden im Coaching. Stuttgart: Boorberg.
- Berninger-Schäfer: Problemwürfel und Lösungskugel. In Hans Heß (Hrsg.), Erzählbar II. Bonn: Manager Seminare Verlags GmbH.
- Berninger-Schäfer, E. (2017) Konfliktcoaching online nach dem CAI-Coaching-Konzept In: Schmid, B., König, O. (Hrsg.) Train the Coach: Konzepte. Heidelberg: Springer. Berninger-Schäfer, E., Kupke, H., Ulmer, A., & Wernert, F. (2016).
- Online-Coaching: Trend und Qualität. In: Wegener, R., Deplazes, S., Hasenbein, M., Künzli, H., Uebelhart, B., & Ryter, A. (2016). Coaching als individuelle Antwort auf gesellschaftliche Entwicklungen. Heidelberg: Springer.
- Berninger-Schäfer, E. (2015) Systemisch lösungsorientierte Bewertungskriterien der Karlsruher Schule In: Geißler, Harald; Wegener Robert (Hrsg.) (2015) Bewertung von Coaching-prozessen. Heidelberg: Springer.
- Berninger-Schäfer, E. (2014). Die kollegiale Coaching Konferenz. In B. Schmid & O. König (Eds.), Train the Coach: Methoden. Bonn: Manager Seminare Verlags GmbH.
- Berninger-Schäfer, E. (2013). Gesundheitskompetenzen für Führungskräfte. Stuttgart: Boorberg.
- Berninger-Schäfer, E. (2012). Die virtuelle Kollegiale Coaching Konferenz. In H. Geißler & M. Metz (Eds.), E-Coaching und Online-Beratung: Formate, Konzepte, Diskussionen. Wiesbaden: VS Verlag für Sozialwissenschaften / Springer Fachmedien Wiesbaden GmbH.
- Berninger-Schäfer, E. (2010). Orientierung im Coaching. Stuttgart: Boorberg.
- Berg, T. & Berninger-Schäfer, E. (2010). Die Kollegiale Coaching Konferenz. Stuttgart: Boorberg.